# Ørestad (metropolitana di Copenaghen)
Ørestad è una stazione della linea 1 della Metropolitana di Copenaghen.
La stazione venne inaugurata nel 2002 come metropolitana, ma nel 2000 fu inaugurata come stazione ferroviaria.
La stazione si trova vicino a Field's, il centro commerciale più grande della Scandinavia.